# Ratifikation
Die Ratifikation oder Ratifizierung (Substantivierung von ratifizieren; von lateinisch ratus, „berechnet, gültig, rechtskräftig“, und facere, „machen, tun“) ist ein juristischer Fachbegriff, der die völkerrechtlich verbindliche Erklärung der Bestätigung eines zuvor abgeschlossenen, d. h. unterzeichneten völkerrechtlichen Vertrages durch die Vertragsparteien bezeichnet. Sie ist regelmäßig die bestätigende Handlung durch das Staatsoberhaupt nach Zustimmung der gesetzgebenden Körperschaften.
In Abhängigkeit vom Zeitpunkt dieser Handlung (meist das Hinterlegen der Ratifikationsurkunde) wird ein völkerrechtlicher Vertrag rechtskräftig und verbindlich, zum Beispiel drei Monate nach Hinterlegung der fünften Ratifikations-, Annahme- oder Beitrittsurkunde.

## Allgemeines
Diese völkerrechtliche Willenserklärung erfolgt durch das Organ der jeweiligen Vertragspartei, das diese nach außen vertritt, in der Regel das jeweilige Staatsoberhaupt; es verspricht damit feierlich, den Vertrag als bindend anzusehen, und gewährleistet die innerstaatliche Einhaltung. Darüber wird eine Ratifikationsurkunde erstellt. Bei zweiseitigen Verträgen wird diese dem Vertragspartner übergeben, bei multilateralen Verträgen können sie bei einer der beteiligten Regierungen hinterlegt werden. Diese ist dann der Depositar und wird im Vertrag bestimmt. Der Vertrag tritt regelmäßig mit der Hinterlegung der Ratifikationsurkunden oder nach Ablauf einer daran gebundenen Frist in Kraft.
Erst durch diese Ratifikation erhält ein z. B. von Verhandlungsdelegationen paraphierter Vertragstext – er kann nunmehr nur im Rahmen von Neuverhandlungen abgeändert werden – Rechtskraft und ist somit völkerrechtlich gültig. Das Verfahren hat seinen Ursprung im Abschluss eines Vertrages zwischen Fürsten, dem die Aushandlung der Vertragsbedingungen durch Bevollmächtigte vorausgegangen ist. Heute sind nach allgemeinem Völkerrecht und dem Wiener Übereinkommen über das Recht der Verträge Staatsoberhäupter, Regierungschefs und Außenminister ohne besondere Vollmacht für ihre Staaten vertretungsberechtigt.
Ein Beitritt zu einem bestehenden Vertrag geschieht durch Akzession.
Staatsrechtlich berührt die Ratifikation auch das innerstaatliche Verfahren, das zur völkerrechtlichen Ratifikation führt. In der Regel ist die Zustimmung der Legislative zum Vertragsabschluss erforderlich, insbesondere mit einem Vertragsgesetz kann Völkervertragsrecht in innerstaatliches Recht umgesetzt werden; in einigen Ländern kann es unter bestimmten Bedingungen aber auch zu einem Referendum kommen. Vom Abschluss von Vertragsverhandlungen und deren Unterzeichnung bis zur tatsächlichen Ratifikation kann deswegen erhebliche Zeit vergehen.

## Deutschland
Nach Art. 59 Grundgesetz vertritt der Bundespräsident Deutschland völkerrechtlich. Er schließt Verträge mit auswärtigen Staaten, Staatengruppen oder auch den Vereinten Nationen. Völkerrechtliche Verträge zu politischen Beziehungen des Bundes oder mit Bezug zu dessen Gesetzgebung (in Abgrenzung zur Exekutive) bedürfen nach Abs. 2 eines Zustimmungsgesetzes. Das Verfahren folgt dem grundsätzlichen Gesetzgebungsverfahren des Bundes. Sinngemäß dasselbe gilt für Verwaltungsabkommen bezüglich der Bundesverwaltung und ihrer Vorschriften. Die Ratifikation geschieht nach Zustandekommen des Zustimmungsgesetzes durch den Bundespräsidenten. Meist bevollmächtigt der Bundespräsident dazu den Außenminister, einen Staatssekretär oder einen deutschen Botschafter. Bei Regierungsübereinkünften und Ressortabkommen können die Bundesregierung oder Bundesministerien Verträge durch Übertragung der Rechte des Bundespräsidenten schließen. Wenn dieser nicht selbst handelt, hat der Bundesminister des Auswärtigen die führende und koordinierende Rolle. Nach der Ratifikation wird das Vertragsgesetz im Bundesgesetzblatt verkündet.
Von der Ratifikation unabhängig ist die Umsetzung des geschlossenen Vertrages. Im Falle der Umsetzung durch parlamentarisches Gesetz spricht man von einem Transformationsgesetz. Es gibt Verträge, die ohne nationalen Umsetzungsakt bereits erfüllt sind.

### Beispiel Europaratsabkommen
Der Europarat ist eine internationale Organisation. Er legt zahlreiche Abkommen zur Unterzeichnung aus, die nach einer gewissen Anzahl (Quorum) von Unterschriften und Ratifikationen in Kraft treten. Die deutsche Bundesregierung unterrichtete im Jahr 2019, welche Europaratsabkommen sie unterzeichnet hat, nicht unterzeichnet hat sowie, welche Abkommen und Konventionen sie beabsichtigt zu unterzeichnen und nicht beabsichtigt zu unterzeichnen.

## Österreich
Aufgrund einer Vorlage durch die Bundesregierung, die zunächst durch Nationalrat und Bundesrat (bei Belangen, die den selbstständigen Wirkungsbereich der Bundesländer tangieren) genehmigt werden muss, wird die Ratifizierung durch den Bundespräsidenten vorgenommen. Die entsprechende Ratifikationsurkunde wird durch den Bundeskanzler gegengezeichnet. Der entsprechende Staatsvertrag und die zugehörige Ratifikation ist durch die Regierung im Bundesgesetzblatt für die Republik Österreich zu veröffentlichen.

## International

### Vereinigte Staaten
Zur Ratifizierung völkerrechtlicher Verträge in den Vereinigten Staaten von Amerika müssen gemäß der US-amerikanischen Verfassung zwei Drittel der Mitglieder des Senats diesem zustimmen.
Allerdings kann der Kongress Gesetze verabschieden, die dem Präsidenten executive agreements ohne Zustimmung des Senats erlauben, ebenso wie der Präsident congressional-executive agreements abschließen kann, zu deren Ratifizierung nur eine einfache Mehrheit – in diesem Fall jedoch in beiden Häusern des Kongresses – notwendig ist.
Eine Änderung der Verfassung muss nicht nur mit Zweidrittelmehrheit in beiden Kongresskammern beschlossen werden, es müssen auch die Parlamente von drei Vierteln aller Bundesstaaten (derzeit also 38) einen Verfassungszusatz ratifizieren.

## Sprachgebrauch
Abweichend von der juristischen Definition wird in der bundesdeutschen Standardsprache der Ausdruck ratifizieren auch weiter gefasst: „als gesetzgebende Körperschaft einen völkerrechtlichen Vertrag in Kraft setzen“. Hier wird die Trennung zwischen den einzelnen Schritten, Paraphierung, Verabschiedung des Ratifikationsvertrags und Promulgierung oder Ratifikation, nicht berücksichtigt. Dieser Sprachgebrauch ist statistisch repräsentativ.